# Sabina Panzanini
Sabina Panzanini est une skieuse alpine italienne, née le 16 février 1972 à Merano, dans la province de Bolzano. Elle compte trois victoires en Coupe du monde, à chaque fois en slalom géant, et a participé deux fois aux Jeux olympiques d'hiver.

## Palmarès

### Jeux olympiques d'hiver
Sabina Panzanini participe à deux éditions des Jeux olympiques d'hiver, aux Jeux de Lillehammer en 1994 et ceux de Nagano en 1998. Elle y dispute deux courses et obtient son meilleur résultat lors du slalom géant de Nagano avec une huitième place.
| Épreuve / Édition | Lillehammer 1994 | Nagano 1998 |
| ----------------- | ---------------- | ----------- |
| Slalom Géant      | 15e              | 8e          |

### Championnats du monde
Sabina Panzanini participe à quatre éditions des championnats du monde de ski alpin, entre 1993 et 1999. Elle y dispute quatre courses mais n'en termine qu'une seule.
| Épreuve / Édition | Morioka-Shizukuishi 1993 | Sierra-Nevada 1995 | Sestrière 1997 | Beaver-Creek 1999 |
| ----------------- | ------------------------ | ------------------ | -------------- | ----------------- |
| Slalom géant      | 5e                       | Abandon            | Abandon        | Abandon           |

### Coupe du monde
Au total, Sabina Panzanini participe à 52 courses en Coupe du monde. Elle compte huit podiums en slalom géant, sa discipline de prédilection, dont trois victoires. Elle obtient son meilleur classement général en 1995 en finissant au 22e rang, et se classe 4e du classement du slalom géant l'année précédente,.

#### Différents classements en Coupe du monde
| Saison / Épreuve | Saison / Épreuve | Général | Général | Slalom géant | Slalom géant | Slalom | Slalom |
| ---------------- | ---------------- | ------- | ------- | ------------ | ------------ | ------ | ------ |
| Saison / Épreuve | Saison / Épreuve | Class.  | Points  | Class.       | Points       | Class. | Points |
| 1993             | 1993             | 31e     | 250     | 6e           | 238          | 53e    | 12     |
| 1994             | 1994             | 56e     | 128     | 18e          | 128          | -      | -      |
| 1995             | 1995             | 22e     | 310     | 6e           | 310          | -      | -      |
| 1996             | 1996             | 25e     | 313     | 4e           | 313          | -      | -      |
| 1997             | 1997             | 34e     | 229     | 5e           | 229          | -      | -      |
| 1998             | 1998             | 76e     | 38      | 31e          | 38           | -      | -      |
| 1999             | 1999             | 75e     | 34      | 33e          | 34           | -      | -      |
| 2000             | 2000             | 75e     | 83      | 25e          | 83           | -      | -      |

#### Détail des victoires
| Saison / Épreuve | Slalom géant      | Total |
| 1995             | Alta Badia        | 1     |
| 1997             | Park City Maribor | 2     |
| Total            | 3                 | 3     |

#### Performances générales
| Résultat  | Slalom géant | Slalom | Total |
| --------- | ------------ | ------ | ----- |
| 1re place | 3            | -      | 3     |
| 2e place  | 5            | -      | 5     |
| 3e place  | -            | -      | -     |
| Top 10    | 19           | -      | 19    |
| Top 30    | 36           | 1      | 37    |
| Autres    | 12           | 3      | 15    |
| Départs   | 48           | 4      | 52    |